# Trichophantasis grandicollis
Trichophantasis grandicollis là một loài bọ cánh cứng trong họ Cerambycidae.